# 진전병

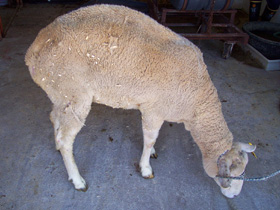
진전병에 걸려 체중이 줄고 등이 굽은 양 암컷의 모습

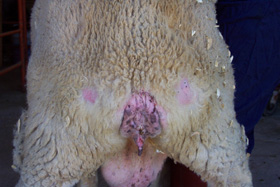
같은 양. 척추의 끝쪽이 벗겨져서 딱지가 생겼다

진전병(scrapie)은 양과 염소의 신경계에 영향을 미치는 치명적인 퇴행성 질환이다. 프리온이 원인으로, 비슷한 류의 동물들에게만 전염성을 가지고 있으며, 인간에게는 전염되지 않는 것으로 추정된다.

## 증상
'스크래피'라는 말은 이 병에 걸린 동물들이 보이는 증상에서 유래하였으며, 보이는 증상은 다음과 같다.
- 강박적으로 돌이나 나무 혹은 울타리 등에 털을 긁는다.
- 쉼없이 입맛을 다신다.
- 괴이한 걸음걸이를 보이며 발작적으로 주저앉는다.

## 발병
전염경로에 대한 메커니즘은 확실하게 밝혀지지 않았으며, 유럽과 북아메리카에서 발생하고, 오스트레일리아와 뉴질랜드 등지에서는 나타나지 않는 것으로 보아 사육방식 등이 영향을 미친다고 보고있다.
최근의 한 연구보고에 따르면 소변을 통해 배출된 프리온이 자연상태에서 수십 년 이상 보존되어 이것이 영향을 미칠 수 있다고 하며, 또다른 한 실험은 감염된 어미양의 젖을 먹고 자란 새끼에게 프리온이 전염될 수 있다는 것을 보여준다. 하지만 새끼 양의 체내에 프리온이 남아 있다는 것만을 보여준 이 실험은, 이후 어떤 증상을 나타냈는지는 알지 못한 채 중단되었다.

## 검사
발병여부 확인을 위한 검사는 소량의 림프 또는 순막 조직의 추출을 통해 이루어진다.

## 치료
진전병은 비슷한 류의 동물들에게 전염성을 가진 불치병이므로 전염을 막기 위해서는 병에 걸린 개체를 모두 폐사시켜야 한다.

## 대책
영국에서는 진전병 발생을 줄이기 위해 정부차원의 스크래피방역대책(National Scrapie Plan)을 세워 스크래피에 대한 저항력을 가진 양들의 사육을 독려하고 있으며, 소해면상뇌증으로 인한 우려로 유럽 여러나라에서는 척수가 제거되지 않은 양이나 염소로 만든 음식의 생산을 금지했다.

## 같이 보기
- 쿠루병
- 소해면상뇌증
- 광록병